# Eduardo Carvalho
Eduardo dos Reis Carvalho, eller bara Eduardo, född 19 september 1982, är en före detta portugisisk fotbollsmålvakt som spelade för Braga. Han vann EM-guld med Portugal i EM 2016.

## Klubbkarriär
Eduardo påbörjade sin fotbollskarriär i Braga. Han spelade 110 matcher Bragas ungdomslag mellan 2001 och 2006. Han gjorde debut i Bragas A-lag 2005 och han spelade 60 matcher på 5 år för A-laget. Han var utlånad till SC Beira-Mar under sex månader 2007 och han var även utlånad till Vitória FC under en säsong. När han kom tillbaks till Braga till säsongen 2008–2009 och spelade alla ligamatcher. Säsongen 2009–2010 spelade han också alla ligamatcher och hjälpte Braga till en andraplats i ligan.
Den 7 juli 2010 köptes han enligt uppgift av Genoa för 4 miljoner euro.
Den 6 juli 2018 lånades Eduardo ut till Vitesse på ett låneavtal över säsongen 2018/2019. Efter säsongen 2018/2019 gick Eduardos kontrakt ut och han lämnade Chelsea.

## Landslagskarriär
Eduardo debuterade för Portugals landslag den 11 februari 2009 i en vänskapsmatch mot Finland.
Eduardo var förstemålvakt under VM-2010 och höll nollan i alla gruppspelsmatcherna i den så kallade dödens grupp. Portugal spelade 0–0 mot Eflenbenskusten och Brasilien och krossade Nordkorea med 7–0. Men i åttondelsfinalen mot Spanien släppte han in David Villas mål, Portugal förlorade med 1–0 och var utslaget.

## Meriter

### Klubblag
Vitória Setúbal
- Portugisiska Ligacupen: 2007–08

Braga
- Intertotocupen: 2008

Benfica
- Portugisiska Ligacupen: 2011–12

Dinamo Zagreb
- Prva HNL: 2014–15, 2015–16